# Équipe du Kirghizistan de curling
L'équipe du Kirghizistan de curling est la sélection qui représente le Kirghizistan dans les compétitions internationales de curling. En 2017, les équipes ne sont pas classées.

## Historique
En 2017, le Kirghizistan devient membre de la Fédération mondiale de curling et bénéficie du programme de développement. Le président de la fédération est Samatov Tynchtykbek Shukurbekovich
Quelques sessions sont pratiquées au Lokomotiv de Bichkek.